# Abu Dujana
Abū Dujāna Simāk ibn Aws ibn Kharasha (in arabo أَبو دجانة سماك بن أوس بنِ خرشة‎?; Yathrib, ... – Yamama, 632) è stato un Sahaba.
Prode guerriero del clan arabo medinese dei B. Sāʿida, appartenente ai B. Khazraj, viene ricordato in vari ʾaḥādīth sunniti.

## Biografia
Abū Dujāna era un Ansar che fu affratellato, dopo l'Egira, a ʿUtba b. Ghazwān. Era particolarmente abile nel combattimento ravvicinato, nel quale si batteva indossando un copricapo visibile di colore rosso.
A Badr si mise in luce uccidendo il coreiscita ʿĀṣim b. Abī ʿAwf b. Ḍubayra al-Sahmī. Esortato da ʿUmar a non attardarsi per spogliare il cadavere, riprese a combattere uccidendo anche Maʿbad b. Wahb.
A Uḥud, Maometto consegnò ad Abū Dujāna la sua spada:
Anas [b. Mālik] riferisce che il Profeta Maometto afferrò la spada nel giorno di Uḥud e disse: «Chi potrebbe impugnarla per mio conto?» Tutte le persone presenti allungarono le mani affermando: «Lo farò io, voglio farlo io». Egli (Maometto) replicò: «Chi la prenderà per affermare i diritti altrui?» Allora i presenti ritirarono le loro mani. Abū Dujāna dichiarò: «Sarò io a prenderla per affermare i loro diritti». L'afferrò e colpì con essa la testa dei politeisti. (Ṣaḥīḥ di Muslim 31:6040)
Durante la battaglia di Uḥud, Abū Dujāna penetrò nello schieramento nemico, e arrivò a brevissima distanza da Hind bt. ʿUtba, moglie del noto leader coreiscita Abū Sufyān b. Ḥarb, che stava belluinamente incoraggiando i suoi a mutilare il corpo dei musulmani morti. Secondo varie versioni, Abū Dujāna le risparmiò la vita perché non voleva macchiare la spada di Maometto col sangue di una donna.
Abū Dujāna, nel corso della stessa battaglia, ricevette numerose ferite nella sua generosa difesa di Maometto, ponendosi di fronte a lui per evitare che fosse colpito dalle frecce.
Morì nella battaglia della Yamāma (o di ʿAqrabāʾ). Fu uno dei due guerrieri (l'altro era Wahshī ibn Harb) che colpì a morte il falso profeta Musaylima.